# Marche (métro de Milan)
Pour les articles homonymes, voir Marche.
Marche est une station de la ligne 5 du métro de Milan. Elle est située sous la viale Zara (it), à l'intersection avec la via Curzola, à proximité du croisement avec la viale Marche, dans municipio 9 de Milan en Italie.

## Situation sur le réseau

Plan du métro (2021)

Établie en souterrain, Marche est une station de passage de la ligne 5 du métro de Milan. Elle est située entre la station Istria, en direction du terminus nord Bignami, et la station Zara, en direction du terminus ouest San Siro Stadio.
Elle dispose des deux voies de la ligne, encadrées par deux quais latéraux.

## Histoire
La station Marche est mise en service le 10 février 2013, lors de l'ouverture de la première section de la ligne 5 entre Bignami et Zara. Elle est nommée en référence à l'avenue éponyme qu'elle dessert.

## Services aux voyageurs

### Accès et accueil
Elle dispose de quatre bouches, sur la viale Zara (it), équipées d'escaliers et d'escaliers mécaniques, ainsi qu'un accès direct par ascenseur depuis l'extérieur. Elle est accessible aux personnes à la mobilité réduite.

### Desserte

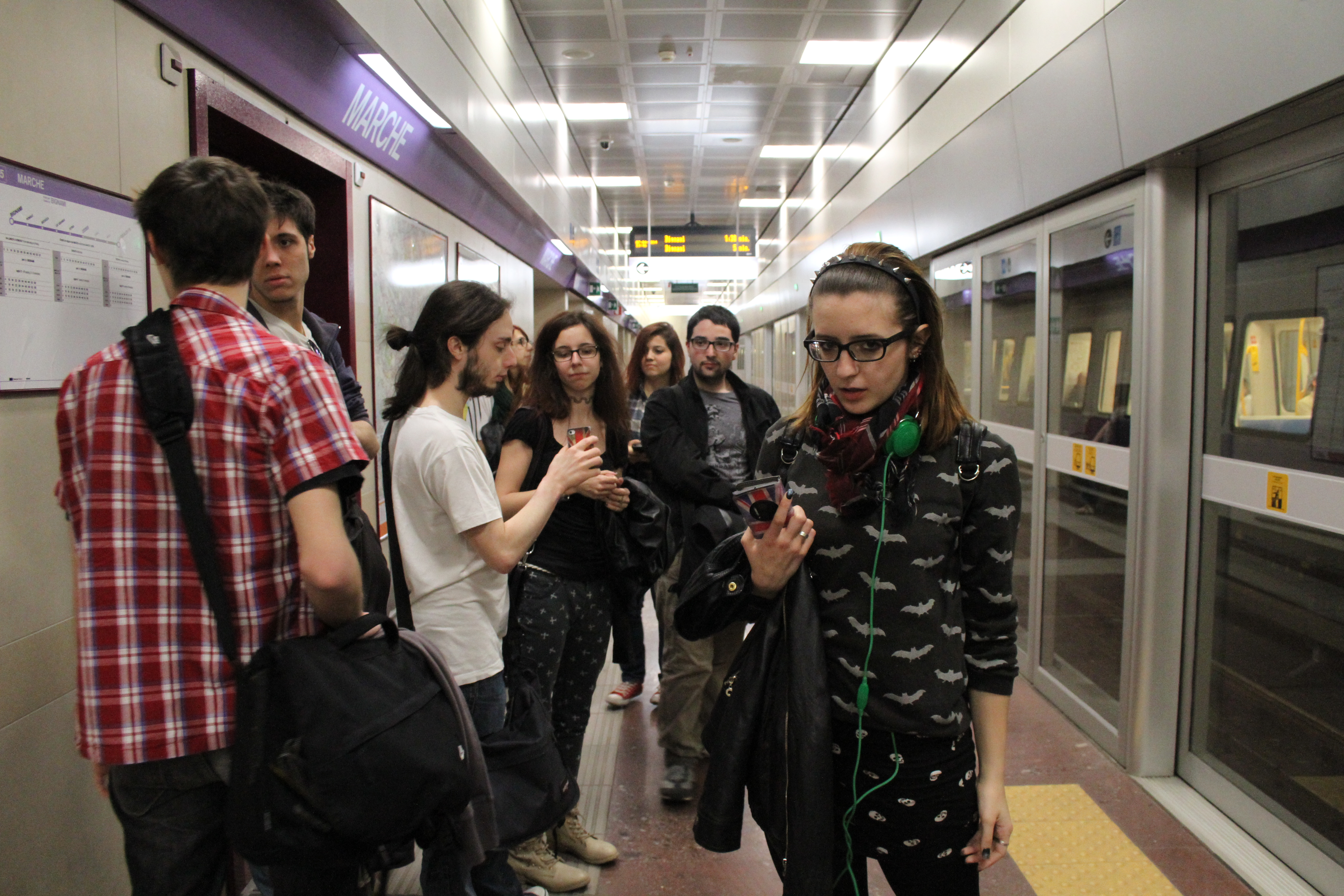
Un quai de la station.

Marche est desservie par les rames qui circulent sur la ligne 5 du métro de Milan. Comme toutes les autres stations de cette ligne de métro automatique elle dispose de portes palières sur les quais.

### Intermodalité
À proximité : un arrêt du Tramway de Milan est desservie par les lignes 5, 7 et 31.